# Лобов Микола Федорович
Микола Федорович Лобов (1894, село Ніколо-Погост Нижньогородської губернії, тепер Городецького району Нижньогородської області, Російська Федерація — 1968, місто Москва, Російська Федерація) — радянський діяч, 3-й секретар Новосибірського обласного комітету ВКП(б). Депутат Верховної ради СРСР 1-го скликання.

## Біографія
Народився в бідній селянській родині. З чотирнадцятирічного віку був учнем столяра, працював робітником-столяром на Сормовському заводі, на суднобудівному заводі Гришманова та Ізілова в Нижньогородській губернії.
З 1917 по 1918 рік — у Червоній гвардії Балахнінського повіту Нижньогородської губернії. Член РКП(б) з 1918 року.
У 1918 році — член Балахнінського повітового виконавчого комітету рад робітничих, селянських і червоноармійських депутатів, помічник комісара Балахнінського повітового земельного управління Нижньогородської губернії.
З 1919 по 1923 рік служив у Червоній армії на командно-політичних посадах, учасник громадянської війни в Росії.
У 1923—1926 роках — завідувач організаційного відділу Городецького повітового комітету РКП(б), завідувач агітаційно-пропагандистського відділу Городецького повітового комітету РКП(б) Нижньогородської губернії; інструктор Забайкальського губернського комітету ВКП(б) в місті Читі.
У 1926—1928 роках — відповідальний секретар Богородського районного комітету ВКП(б).
У 1928—1934 роках — студент Московського нафтового інституту.
У 1934 — листопаді 1937 року — відповідальний контролер групи важкої промисловості Комісії партійного контролю при ЦК ВКП(б).
10 листопада 1937 — 1 липня 1938 року — 3-й секретар (в. о. 2-го секретаря) Новосибірського обласного комітету ВКП(б). У липні 1938 — червні 1939 року — 3-й секретар Новосибірського обласного комітету ВКП(б).
Подальша доля невідома.
Помер у 1968 році. Похований на Донському цвинтарі Москви.